# El Bajío, Lagos de Moreno
El Bajío är en ort i Mexiko.   Den ligger i kommunen Lagos de Moreno och delstaten Jalisco, i den centrala delen av landet, 400 km nordväst om huvudstaden Mexico City. El Bajío ligger 1 879 meter över havet och antalet invånare är 1 001.
Terrängen runt El Bajío är platt åt sydost, men åt nordväst är den kuperad. Runt El Bajío är det ganska tätbefolkat, med 56 invånare per kvadratkilometer. Närmaste större samhälle är Lagos de Moreno, 2,8 km sydost om El Bajío. I omgivningarna runt El Bajío växer huvudsakligen savannskog.